# Красный Октябрь (Северо-Казахстанская область)
Красный Октябрь (каз. Красный Октябрь) — упразднённое село в Мамлютском районе Северо-Казахстанской области Казахстана. Входило в состав Пригородного сельского округа. Исключено из учётных данных в 2024 году.
Код КАТО — 595249200.

## Население
В 1999 году население села составляло 128 человек (68 мужчин и 60 женщин). По данным переписи 2009 года, в селе проживало 25 человек (14 мужчин и 11 женщин).